# Siège de Philippsburg (1676)
Pour les articles homonymes, voir Siège de Philippsbourg.
Guerre de Hollande
Batailles
- Groenlo (06-1672)
- Solebay (06-1672)
- Zutphen (06-1672) (nl)
- Coevorden (06-1672)
- Nimègue(07-1672)
- Groningue (07-1672)
- Saint-Lothain (02-1673)
- Schooneveld (1re) (06-1673)
- Maastricht (06-1673)
- Schooneveld (2de) (06-1673)
- Texel (08-1673)
- Bonn (11-1673)
- Arcey (01-1674)
- Pesmes (02-1674)
- Gray (02-1674)
- Scey-sur-Saône (03-1674)
- Chariez (03-1674)
- Vesoul (03-1674)
- Arbois (03-1674)
- Orgelet (03-1674)
- Besançon (04-1674)
- Dole (05-1674)
- Sinsheim (06-1674)
- Salins (06-1674)
- Belle-Île (06-1674)
- Lure (07-1674)
- Faucogney (07-1674)
- Sainte-Anne (07-1674)
- Fort-Royal (07-1674)
- Seneffe (08-1674)
- Entzheim (10-1674)
- Mulhouse (12-1674)
- Turckheim (01-1675)
- Stromboli (02-1675)
- Fehrbellin (06-1675)
- Salzbach (07-1675)
- Consarbrück (08-1675)
- Altenheim (08-1675)
- Alicudi (01-1676)
- Agosta (04-1676)
- Philippsburg (05-1676)
- Palerme (06-1676)
- Maastricht (07-1676)
- Valenciennes (11-1676)
- Tobago (03-1677)
- Saint-Omer (03-1677)
- Cambrai (03-1677)
- La Peene (Cassel) (04-1677)
- Ypres (03-1678)
- Rheinfelden (07-1678)
- Saint-Denis (08-1678)

Le siège de Philippsburg est un épisode de la fin de la guerre de Hollande (1676). 

## Liminaire
Philippsburg, place forte stratégique de l’évêché de Spire, était, depuis sa conquête par Condé en septembre 1644, l'unique tête de pont française avec Vieux-Brisach sur la rive droite du Rhin. L'ingénieur Vauban l'avait patiemment fortifiée pour en faire une menace permanente sur le front ouest du Saint Empire.

## Histoire
Depuis le déclenchement de la guerre de Hollande, Philippsburg avait été la base d'opération de multiples coups de main français à travers le Palatinat et la vallée du Neckar. Les envahisseurs ayant, au printemps 1676, ravagé les localités de Graben, Kiszlau, Schwetzingen et Bruchsal, l'empereur Léopold Ier décida d'enlever aux Français leur place forte. L’armée du Saint Empire, forte de près de 40 000 hommes et placée sous les ordres de Charles V de Lorraine, entreprit le siège le 1er mai, avec l'appui de Frédéric VI de Bade-Durlach et du frère de ce dernier, Herman de Bade-Bade. Le gouverneur militaire de la place, le colonel Charles de Faultrier du Fay, opposa une résistance farouche malgré une garnison de seulement 2 800 hommes, mais, faute de secours, dut se résoudre à traiter le 17 septembre 1676. Les quelque 1 500 Français survivants obtinrent de se retirer avec leurs armes et au son du tambour (...mit Kugeln im Mund/ klingendem Spiel, brennenden Lunten (und) fliegenden Fahnen). La place fut d'emblée réoccupée par 3 000 soldats allemands.
Cette place demeura allemande jusqu'en 1688, avant d'être reprise par les Français.